# Copestylum sica
Copestylum sica är en tvåvingeart som först beskrevs av Charles Howard Curran 1953.  Copestylum sica ingår i släktet Copestylum och familjen blomflugor.
Artens utbredningsområde är Ecuador. Inga underarter finns listade i Catalogue of Life.